# تری هیلز، نیو ساوت ولز
تری هیلز (به انگلیسی: Terrey Hills) یک حومه شهر در استرالیا است که در نیو ساوت ولز واقع شده‌است.